# Montsoreau
Montsoreau (pronunciación en francés: /mɔ̃soʁo/) es una comuna del valle del Loira, en el departamento de Maine y Loira en la región de Países del Loira, en el oeste de Francia, a 160 km de la costa atlántica y a 250 km de París. El pueblo se encuentra entre los pueblos más bellos de Francia y parte del Patrimonio de la Humanidad del Valle del Loira, declarado Patrimonio de la Humanidad por la UNESCO.
En 2015, el coleccionista de arte contemporáneo francés Philippe Méaille se asoció con Christian Gillet, presidente del departamento francés de Maine y Loira, que firmó un acuerdo para convertir el Castillo de Montsoreau en un museo de arte contemporáneo internacional durante los próximos 25 años. El Castillo de Montsoreau se convirtió en el hogar de la extraordinaria colección Méaille de conceptualistas radicales Art & Language y pasó a llamarse Castillo de Montsoreau-Museo de Arte Contemporáneo.
Montsoreau se identificó con el nombre de Restis (cuerda o red de pesca) al final de la antigüedad clásica como puerto en el Loira en la confluencia del Loira y la Vienne. Ha tomado su nombre de Montsoreau (Monte Soreau) de un promontorio rocoso situado en el lecho del río Loira y rodeado de agua. Ha habido tres edificios principales en este promontorio, un templo galo-romano o edificio administrativo, un castillo fortificado y un palacio renacentista.
Montsoreau fue, hasta el siglo XVII, un centro de jurisdicción y el señorío de Montsoreau se extendía desde el río Loira hasta Seuilly-l'Abbaye y el castillo de Coudray en el sur. Después de la Revolución francesa, la explotación de una piedra de construcción, la piedra de Tuffeau, pasó brutalmente su población de 600 habitantes a más de 1000, mantenida durante la primera mitad del siglo XIX. Esta piedra, fácil de trabajar, se agotó gradualmente y la población disminuyó para estabilizarse nuevamente alrededor de 600 personas. Montsoreau concentró entonces sus actividades en la agricultura, el vino y el comercio fluvial hasta finales del siglo XIX. Durante el siglo XX, Montsoreau ha visto el comercio fluvial reemplazado por el comercio terrestre y el auge de una economía turística.

## Etimología

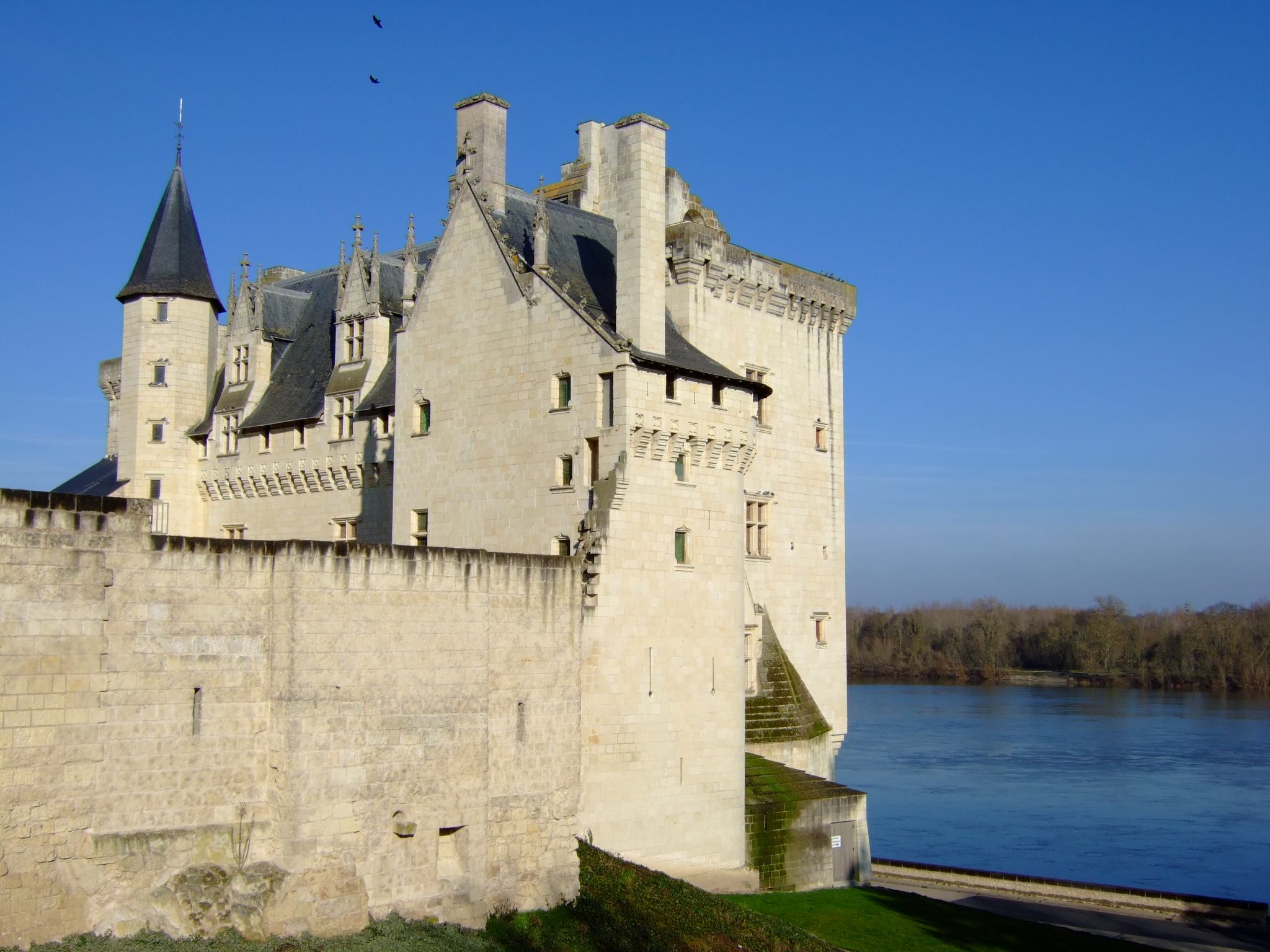
El Castillo de Montsoreau (1450) es uno de los primeros ejemplos de arquitectura del Renacimiento en Francia. Está construido en la cima del monte Soreau.

El nombre Mount Soreau (Castrum Monte Sorello, Mons Sorello, Mountsorrell, Monte-Sorel, Monsorel, Munsorel, Muntesorel o Montsorel), aparece en su forma latina, por primera vez, en 1086 en un cartulario. Mons o Monte (monte) se refiere al promontorio rocoso, ubicado en el lecho del río Loira, y sobre el cual se construyó la fortaleza de Montsoreau. No se ha dado una interpretación del nombre Sorello, que se encuentra en varias formas latinizadas: Sorello, Sorel, Sorelli.
Su primer nombre registrado al final de la época romana fue el Domaine de Rest o Restis, Restis (cuerda o red de pesca) que se refiere a su puerto.

### Variaciones del nombre
- Montsoreau
- Monsoreau

## Historia

### Edad Antigua

Territorios de las tribus Galicas.

Las huellas de los primeros asentamientos y los restos más antiguos se encuentran alejados del río, en la meseta en zonas altas. El principal testigo de esta ocupación es el dolmen del Pierrelée, que probablemente data del 3.er milenio a. C. y está formado por seis imponentes placas de arenisca dura provenientes de depósitos en el vecindario. Montsoreau se encuentra en los límites de los territorios de las tribus galicas de Pictones, Turonos y Andecavos. Monedas, fragmentos y fragmentos de azulejos galorromanos se encontraron en Montsoreau, especialmente en el borde de la meseta, sobre la ciudad. El eje de una columna estriada, descubierta durante las excavaciones del castillo, podría atestiguar la presencia de un edificio público notable en la parte superior de la roca de Montsoreau.

### Edad Media

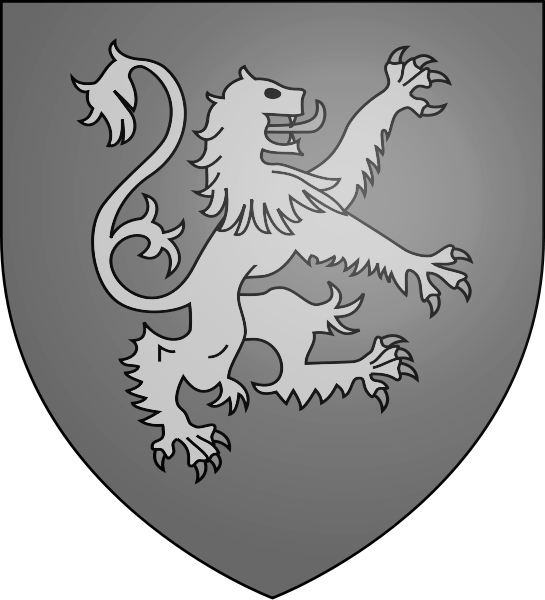
Escudo de armas de Enrique II de Inglaterra.

Los primeros textos que mencionan el dominio de Restis se remontan al siglo VI. Un acto de Carlos el Calvo indica la presencia, en 850, de casas, una pesquería y un puerto en Rest. A mediados del siglo X, según las narraciones hagiográficas, se hace mención de cuevas en las que el monje Absalon, procedente de Tournus, estaba considerando por primera vez albergar las reliquias de Saint-Florent antes de llevarlas más lejos y establecerse en Saumur. En 990, el conde de Blois Odo I construyó una fortaleza sobre la roca de Montsoreau y transformó el pueblo en un bastión. El conde de Anjou, Fulco Nerra, tomó la fortaleza en 1001 y la incorporó a Anjou. Fulco, que fue uno de los primeros grandes constructores de castillos medievales, lo modificó, y la fortaleza permaneció bajo el control de Anjou, nunca tomada, durante más de 150 años. En 1101, durante la instalación de la comunidad Fontevraud, la abadía de Fontevraud dependía de Gautier I de Montsoreau, vasallo directo del conde de Anjou. La suegra de Gautier, Hersende de Champagne, será la primera gran priora durante la vida de Robert d'Arbrissel. En 1156, Guillaume IV de Montsoreau se puso del lado de Geoffroy Plantagenet contra su hermano Enrique II Plantagenet, futuro rey de Inglaterra y esposo de Leonor de Aquitania. Este último asedió el castrum y lo tomó a fines de agosto de 1152, a pesar del cuidado que se tuvo en su fortificación. Este fue el único asalto de la fortaleza medieval de Montsoreau entre Fulco y Jean II de Chambes en 1450.

### Edad Moderna

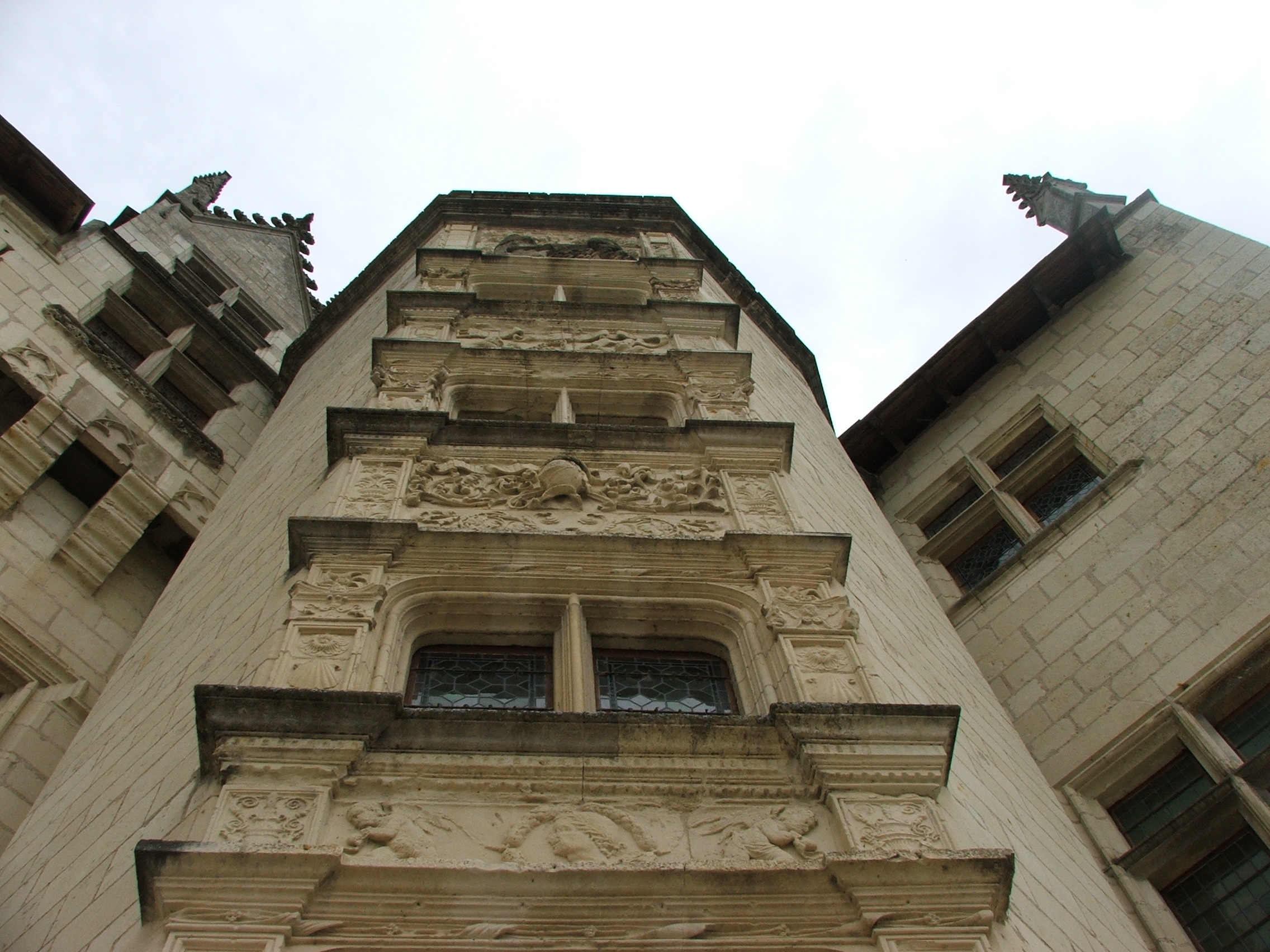
Torre de la escalera del castillo de Montsoreau.

La historia de la pequeña ciudad de Montsoreau está altamente intrincada con la Historia del Renacimiento en Europa y más específicamente con la historia del Renacimiento en Francia. Al final de la Guerra de los Cien Años, Carlos VII y Luis XI instalaron el poder real en Chinon, y alentaron o ordenaron a sus señores que construyeran nuevos edificios o reconstruyeran antiguas fortalezas. Así comenzó la construcción de edificios en un nuevo estilo en Francia, dando origen a la arquitectura renacentista, con castillos que se llamarán más tarde "los castillos del Loira". En 1450, Jean II de Chambes, primer consejero de Carlos VII y embajador en Venecia, compró la fortaleza de Fulco III a su cuñado y la destruyó para construir un palacio residencial en la parte superior de la roca de Montsoreau (el monte Soreau). En un movimiento sin precedentes, construyó el Castillo de Montsoreau en un estilo residencial siguiendo la arquitectura italiana de la época, lo que lo convierte en el primer edificio renacentista en Francia. El Castillo de Montsoreau estaba directamente en la orilla del río y aún hoy, sigue siendo el único castillo del Loira que se ha construido en el lecho del río Loira.

### Matanza de San Bartolomé

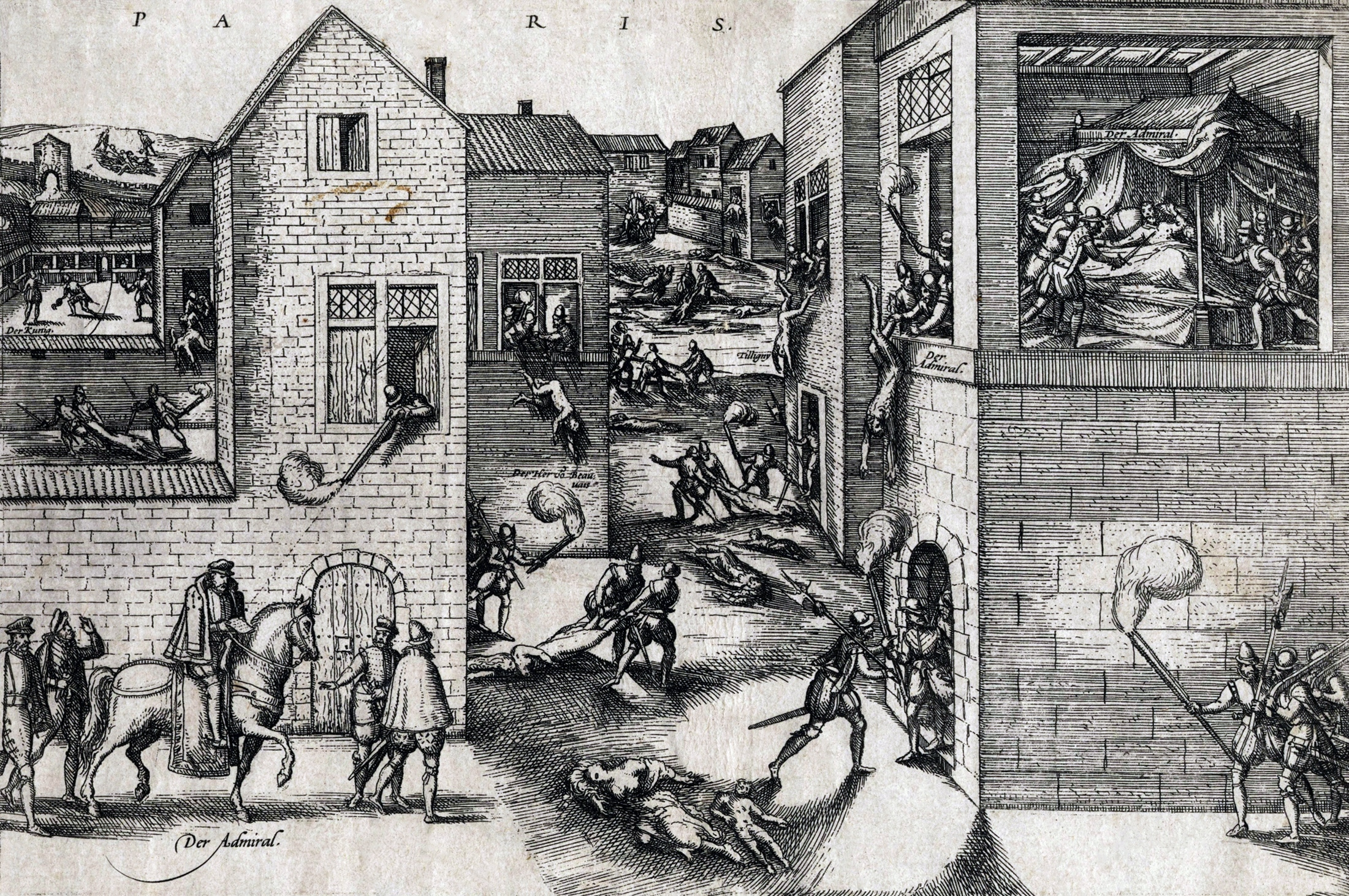
Frans Hogenberg, la matanza de San Bartolomé, alrededor de 1572.

Jean IV de Chambes heredó el castillo de Montsoreau y vio sus tierras erigidas en baronía en 1560. Montsoreau fue saqueado por los protestantes en 1568; La colegiata Sainte Croix y las fortificaciones de la ciudad son destruidas. Cuatro años después, el 26 de agosto de 1572, Puygaillard envió a Jean IV de Chambes la orden de eliminar a los hugonotes de Saumur, para luego hacer lo mismo en Angers. Cuatro días después de la masacre del día de San Bartolomé (24 de agosto de 1572), llegó a Saumur y asesinó a François Bourneau, teniente general de la ciudad. De Chambes luchó en el sitio de Lusignan y la captura de Fontenay-le-Comte, tiene la reputación más cruel. Despiadado, Jean de Chambes reinaba el terror en la región. La Iglesia Reformada de Saumur fue casi eliminada. Luego fue a Angers, cerró las puertas de las fortificaciones y comenzó a reunir personalidades hugonotes que se mata con sus propias manos. Al ser advertido de los abusos y la violencia de su gobernador, Carlos IX finalmente le envió una orden para que lo ordenara el 14 de septiembre de 1572. En 1573, su baronía fue elevada al rango de condado.

### Revolución francesa e industrialización
El 14 de julio de 1789, durante el asalto a la Bastilla, Yves Marie du Bouchet de Sourches fue el Conde de Montsoreau y propietario del castillo de Montsoreau. El 11 de noviembre de 1789, la asamblea nacional constituyente decretó que "habrá un municipio en cada ciudad, pueblo, parroquia o comunidad de campo". Aunque la revolución francesa tuvo un impacto importante en él como el Conde de Montsoreau, este impacto fue mucho más limitado en su propiedad del castillo de Montsoreau que permaneció en sus manos hasta que se vendió en 1804. La revolución dio paso a un período de prosperidad. por la pequeña ciudad, que fue famosa desde el siglo XVII por la calidad de sus toques, vinos y frutas. La industrialización de la extracción de piedra fue la consecuencia directa del extraordinario crecimiento urbano, que consumió volúmenes desconocidos hasta entonces. Fue posible, además de facilitado, por el río, lo que permitió la intensificación del comercio y el transporte fluvial. La toba de piedra fue exportada regionalmente, a ciudades a lo largo de las orillas de los ríos, Angers, Rennes, Nantes y Le Mans, pero también sorprendentemente hasta el Caribe. Los molinos de barcos fueron reemplazados por molinos de viento, ya que la población de la pequeña ciudad casi se había duplicado. La industrialización de los medios de producción en Montsoreau y, al mismo tiempo, la transformación de la abadía de Fontevraud en una prisión, por orden de Napoleón, transformó la fisionomía de la ciudad. Al principio, la construcción de la carretera de Chinon a Saumur alrededor de 1830, lo que permitió al pueblo ganar tierras en el Loira, y por segunda vez en 1896, con la construcción de la línea de tranvía Saumur-Montsoreau-Fontevraud.

### Segunda Guerra Mundial: Los Cadetes de Saumur

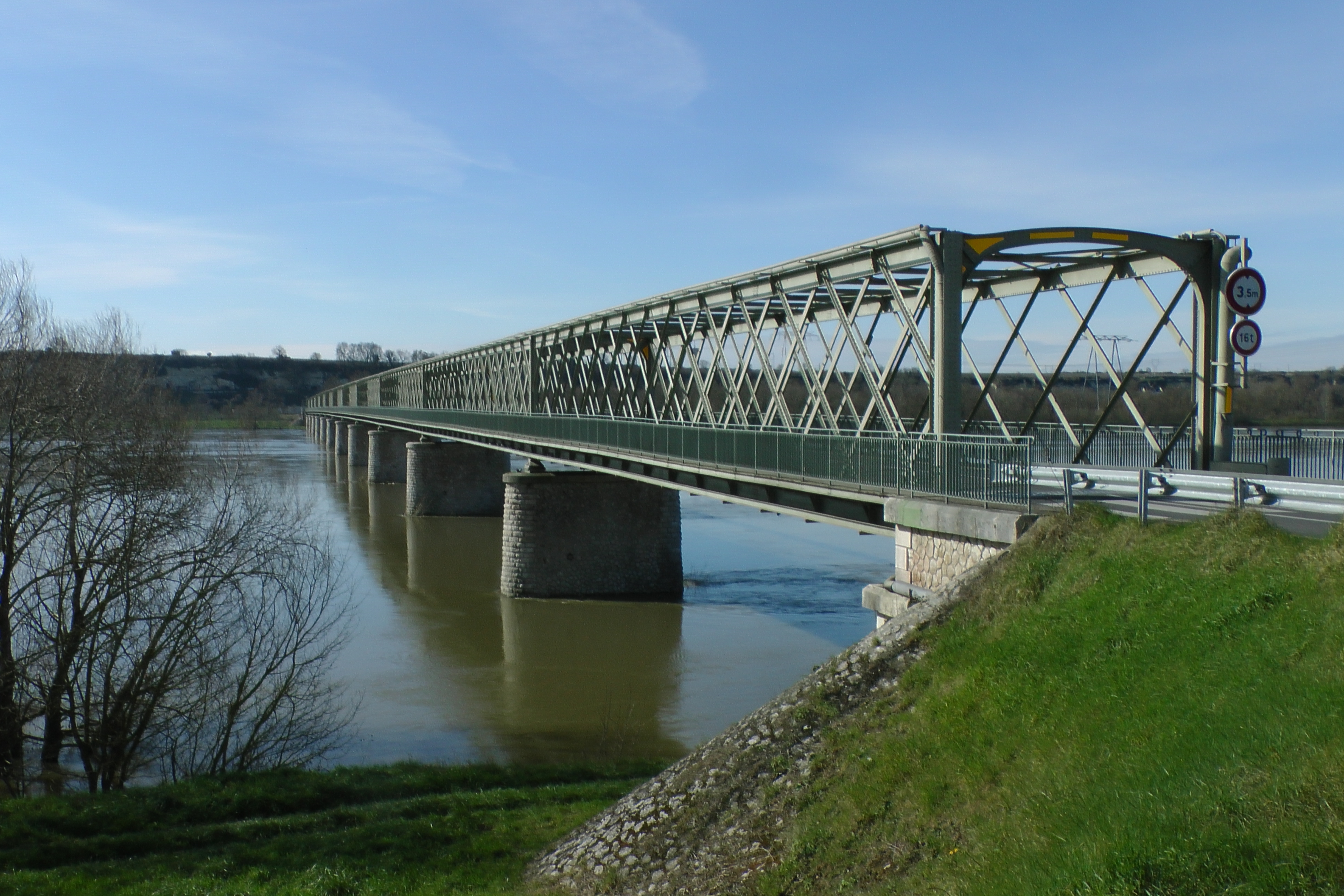
Primer acto de resistencia de la Segunda Guerra Mundial en Francia, la noche del 18 de junio de 1940, los Cadetes de Saumur destruyen los puentes en Montsoreau, Saumur y Gennes.

«En Montsoreau, Saumur y Gennes, en junio de 1940, estudiantes adolescentes de la escuela de caballería, todavía en formación y con armas irrisorias (incluida una pistola de artillería del museo de la escuela), se enfrentaron heroicamente a toda una división panzer alemana durante casi tres días. Y al hacerlo se convirtió en una leyenda en Francia.» - Por honor solo, Roy Macnab, enero de 1989.
La batalla de Saumur, es considerada como el primer acto de resistencia de la Segunda Guerra Mundial en Francia, los días siguientes a la orden de Mariscal Petain de cesar el fuego el 17 de junio de 1940. Tras la ofensiva alemana de mayo de 1940, el enemigo avanzó hacia el Sena, el general Weygand, ordenó defender todos los ríos que probablemente bloqueen el sur de la ruta de la invasión. Así se decidió el principio de la Defensa del Loira. La Escuela Nacional de Caballería, comandada por el coronel Michon, recibió el área desde la confluencia de los ríos Vienne y Loire en Montsoreau, hasta Gennes, un frente de 40 km. Aunque el mariscal Petain dio la orden de cesar los combates el 17 de junio, el coronel Michon consideró que el prestigio y el honor de la Escuela Nacional de Caballería lo obligaron, a pesar de esta orden, a luchar en Saumur y evitar (incluso con medios débiles), los alemanes Para cruzar el Loira. 790 aspirantes vacantes de la Reserva de Caballería, entrenados en Saumur desde mayo de 1940 se desplegaron en 27 brigadas en varios puntos estratégicos. La noche del 18 de junio, su primera acción de guerra fue explotar los cuatro puentes estratégicos en el río Loira, uno en Montsoreau, dos en Saumur y uno en Gennes. Durante tres días, alrededor de 2,000 hombres sostuvieron tres divisiones Panzer alemanas, con 40,000 hombres en fracaso, con material de entrenamiento, sin apoyo aéreo, sin esperanza, pero no sin garbo. A estos jóvenes combatientes inexpertos a quienes ellos mismos llamaron "Kadetten" (los Cadetes), los jinetes alemanes, soldados de la tradición, no los tomaron prisioneros y los liberaron rindiendo homenaje a su valor. Este nombre se mantuvo a partir de entonces.

## Geografía
Montsoreau se encuentra en el centro del valle del Loira, en el noroeste de Francia, a 160 km del Océano Atlántico y aproximadamente a 12 km de Saumur, Chinon y Bourgueil. Está situado en el sureste del departamento de Maine y Loira, aproximadamente a mitad de camino entre París y Burdeos. El pueblo se encuentra en el cruce de las tres regiones administrativas principales de Países del Loirea, Centro-Valle del Loira y Nueva Aquitania, y de los tres departamentos de Maine-y-Loira Indre y Loira y Vienne.
Montsoreau es parte del área metropolitana de Saumur Val de Loire y comparte fronteras con los municipios de los departamentos de Maine y Loira e Indre y Loira. Estos municipios son: Candes-Saint-Martin, Chouzé-sur-Loire, Fontevraud-l'Abbaye, y Turquant.

### Clima
El clima de Montsoreau, se caracteriza por el alto sol del valle del Loira, una región favorable para el vino y el cultivo de frutas. Además de esto, hay importantes influencias oceánicas, y la proximidad del Loira, lo que le da al pueblo un clima localmente llamado "dulce". El verano es cálido y seco y el invierno suave y húmedo. La precipitación es baja a media durante la temporada media. El viento es característico del corredor del Loira, medio y relativamente constante.
| Parámetros climáticos promedio de Montsoreau (2017)                    | Parámetros climáticos promedio de Montsoreau (2017) | Parámetros climáticos promedio de Montsoreau (2017) | Parámetros climáticos promedio de Montsoreau (2017) | Parámetros climáticos promedio de Montsoreau (2017) | Parámetros climáticos promedio de Montsoreau (2017) | Parámetros climáticos promedio de Montsoreau (2017) | Parámetros climáticos promedio de Montsoreau (2017) | Parámetros climáticos promedio de Montsoreau (2017) | Parámetros climáticos promedio de Montsoreau (2017) | Parámetros climáticos promedio de Montsoreau (2017) | Parámetros climáticos promedio de Montsoreau (2017) | Parámetros climáticos promedio de Montsoreau (2017) | Parámetros climáticos promedio de Montsoreau (2017) |
| Mes                                                                    | Ene.                                                | Feb.                                                | Mar.                                                | Abr.                                                | May.                                                | Jun.                                                | Jul.                                                | Ago.                                                | Sep.                                                | Oct.                                                | Nov.                                                | Dic.                                                | Anual                                               |
| ---------------------------------------------------------------------- | --------------------------------------------------- | --------------------------------------------------- | --------------------------------------------------- | --------------------------------------------------- | --------------------------------------------------- | --------------------------------------------------- | --------------------------------------------------- | --------------------------------------------------- | --------------------------------------------------- | --------------------------------------------------- | --------------------------------------------------- | --------------------------------------------------- | --------------------------------------------------- |
| Temp. máx. abs. (°C)                                                   | 16.9                                                | 20.8                                                | 23.7                                                | 29.2                                                | 31.8                                                | 36.7                                                | 37.5                                                | 39.8                                                | 34.5                                                | 29.0                                                | 22.3                                                | 18.5                                                | 39.8                                                |
| Temp. máx. media (°C)                                                  | 11.1                                                | 12.1                                                | 15.1                                                | 17.4                                                | 22.5                                                | 27                                                  | 26.4                                                | 27.2                                                | 21.6                                                | 19.9                                                | 12.7                                                | 9.2                                                 | 19.2                                                |
| Temp. media (°C)                                                       | 6.2                                                 | 8.2                                                 | 10.8                                                | 10.9                                                | 16.5                                                | 20.6                                                | 20.8                                                | 21.4                                                | 16.5                                                | 15                                                  | 8.5                                                 | 5.9                                                 | 14.1                                                |
| Temp. mín. media (°C)                                                  | 8.8                                                 | 4                                                   | 6.5                                                 | 4.5                                                 | 10.6                                                | 14.2                                                | 15.3                                                | 15.3                                                | 11.2                                                | 10.2                                                | 4.4                                                 | 2.6                                                 | 9.0                                                 |
| Temp. mín. abs. (°C)                                                   | -0.4                                                | −7.6                                                | −3                                                  | 2.4                                                 | 1.6                                                 | 10.1                                                | 12.8                                                | 7.1                                                 | 4.1                                                 | 2                                                   | −4.1                                                | -3.3                                                | -7.6                                                |
| Precipitación total (mm)                                               | 2.6                                                 | 1.4                                                 | 2                                                   | 0.1                                                 | 1.8                                                 | 2                                                   | 1.1                                                 | 0.6                                                 | 1.3                                                 | 0.5                                                 | 1.2                                                 | 1.6                                                 | 16.2                                                |
| Días de nevadas (≥ 1 mm)                                               | 1.7                                                 | 1.9                                                 | 1.4                                                 | 0.2                                                 | 0.1                                                 | 0.0                                                 | 0.0                                                 | 0.0                                                 | 0.0                                                 | 0.0                                                 | 0.4                                                 | 1.3                                                 | 7.0                                                 |
| Horas de sol                                                           | 69.9                                                | 90.3                                                | 144.2                                               | 178.5                                               | 205.6                                               | 228                                                 | 239.4                                               | 236.4                                               | 184.7                                               | 120.6                                               | 67.7                                                | 59.2                                                | 1824.5                                              |
| Fuente n.º 1: Climatología mensual en la estación de Montreuil-Bellay. |                                                     |                                                     |                                                     |                                                     |                                                     |                                                     |                                                     |                                                     |                                                     |                                                     |                                                     |                                                     |                                                     |
| Fuente n.º 2: "Humedad, días nevados 1961–1990".                       |                                                     |                                                     |                                                     |                                                     |                                                     |                                                     |                                                     |                                                     |                                                     |                                                     |                                                     |                                                     |                                                     |

## Áreas protegidas

### Áreas naturales

#### Sensible área natural del valle del Loira
El SAN Valle del Loira (Sensible Área Natural) abarca el Loira y su orilla derecha, así como parte del pueblo de Monsoreau y los viñedos de la orilla izquierda. Esta SNA se caracteriza por la presencia de muchas especies y hábitats de especies de interés y / o protegidos a nivel nacional o regional. Está representada por las orillas, las islas, los bosques aluviales y el lecho del río Loira. Está amenazada por el aumento en el área de plantaciones de álamos y cultivos, la bajada del lecho del río, el abandono de los anexos hidráulicos y las especies invasoras.

#### Área Natura 2000 del valle del Loira desde Montsoreau hasta Ponts-de-Cé
El valle del Loira Natura 2000 incluye dos áreas en Montsoreau, una dedicada al propio río Loira y otra dedicada al valle:
- El ZSC (Área de Conservación Especial) del Valle del Loira Ponts-de-Cé Montsoreau (FR 5200629) incluye la parte salvaje del río Loira y parte de su valle aluvial. El interés principal del sitio reside en las áreas periféricas del río, incluidas las madrigueras y otros ambientes acuáticos ricos en vegetación hidrófila, praderas mesófilas con bosques higrófilos, ribereños y cenizas de oxifilo.
- El ZPS (Área de protección especial) Valle del Loira Ponts-de-Cé Valle del Loira (FR 5212003) abarca el valle aluvial del Loira y sus principales anexos (valles, marismas, laderas y acantilados). El mosaico de ambientes que son muy favorables para las aves (huelgas, prados naturales, setos, marismas y ambientes acuáticos, céspedes arbolados ...) se caracteriza por el contexto geográfico y climático que induce variaciones de flujo fuertes e irregulares, desde las aguas bajas. Nivel pronunciado a inundaciones muy grandes.[37]

#### Parque natural regional de Loire-Anjou-Touraine
La sede del parque natural Regional de Loire-Anjou-Touraine se encuentra en Montsoreau. Fue creado en 1996 y reúne a 141 municipios ubicados en la región Centro y en la región de Pays-de-la-Loire. Las misiones del Parque son la protección y la gestión del patrimonio natural y cultural, el desarrollo del territorio, el desarrollo económico y social, la recepción, la educación y la formación, y la experimentación y la investigación.

### Patrimonio cultural

#### UNESCO
Montsoreau y el Castillo de Montsoreau forman parte del sitio declarado Patrimonio de la Humanidad por la Unesco del Valle del Loira entre Sully-sur-Loire y Chalonnes. Se ha enumerado bajo tres criterios:
- Criterio (i): El Valle del Loira es notable por la calidad de su patrimonio arquitectónico, en sus ciudades históricas como Blois, Chinon, Orléans, Saumur y Tours, pero en particular en sus castillos de fama mundial, como el Castillo de Chambord.
- Criterio (ii): El Valle del Loira es un paisaje cultural excepcional a lo largo de un río importante que es testigo de un intercambio de valores humanos y de un desarrollo armonioso de las interacciones entre los seres humanos y su entorno durante dos milenios.
- Criterio (iv): el paisaje del valle del Loira, y más particularmente sus numerosos monumentos culturales, ilustran en un grado excepcional los ideales del Renacimiento y la Era de la Ilustración sobre el pensamiento y el diseño de Europa Occidental.

#### Monumentos históricos
Monument Historique es una clasificación otorgada a algunos sitios del Patrimonio Nacional en Francia. Esta clasificación también es una protección, que es de dos niveles, un Monumento Histórico puede Clasificarse o Inscribirse, Clasificado significa que el edificio es de importancia Nacional e Inscrito significa que es de importancia Regional. En Montsoreau, siete edificios están inscritos, incluyendo la iglesia. El castillo es el único edificio clasificado. Hay un área protegida de 500 m de perímetro alrededor de un monumento histórico, en esta área los edificios nuevos y las modificaciones del edificio antiguo deben ser autorizados por el Arquitecto de los Edificios de Francia.
Los siete edificios listados son:
- La Pierrelée: El dolmen Pierrelée es una construcción megalítica prehistórica, que consiste en bloques de piedra parcialmente cubiertos por un túmulo. Su uso es incierto, podría haber sido un lugar de enterramiento, pero también una vivienda.
- Iglesia Saint-Pierre de Rest: inscrita en 1952, es una iglesia de los siglos XII, XIII y XVIII, construida en el lecho del río Loira. San Pedro es el santo patrono de los pescadores.
- Castillo de Montsoreau: Clasificado en 1862 como Palacio de Fontainebleau, Los Invalidos y Castillo Gaillard. Sólo 57 castillos en esta segunda lista establecida bajo la supervisión de Prosper Mérimée.
- Casa del siglo XV (Quai del Loira): inscrita en 1952, la torre de la escalera y la fachada norte se han enumerado.
- Casa del siglo XVII (Quai del Loira): inscrita en 1952, la escalera exterior y la fachada sur han sido catalogadas.
- Casa del siglo XVI (Rue Juana de Arco): inscrita en 1926, la chimenea del siglo XVI ha sido catalogada.
- Molino de viento de la trinchera: inscrito en 1978, es un molino de viento poligonal del siglo XVIII.

### Áreas urbanas

#### Pequeñas Ciudades de Carácter
Montsoreau figura en la lista Petite cité de caractère de France (Pequeñas ciudades de carácter de Francia), es una distinción otorgada a pueblos o ciudades de menos de 6.000 habitantes, cuya aglomeración debe estar protegida por monumentos históricos y tener una estructura lo suficientemente densa como para darle la apariencia. de una ciudad, posee un patrimonio arquitectónico de calidad y homogeneidad, y ejerce o ha ejercido funciones de centralidad urbana o tiene una concentración de edificios como resultado de una actividad presente o pasada identidad fuerte. El municipio debe contar con un programa plurianual para la rehabilitación y mejora del patrimonio.

#### Los pueblos más bellos de Francia
Les Plus Beaux Villages de France (Los Pueblos Más Bellos de Francia), es una asociación que agrupa a 154 pueblos considerados como los más hermosos entre los 32,000 pueblos de Francia. Un comité de selección estudia las solicitudes de membresía presentadas por los alcaldes de los municipios interesados. El pueblo debe tener menos de 2000 habitantes, al menos dos monumentos históricos y una política de preservación del paisaje que debe materializarse en los documentos de planificación urbana. Desde julio de 2012, la asociación forma parte de la asociación de Los Pueblos Más Bellos del Mundo.

## Economía
La economía de Montsoreau se divide entre turismo, agricultura y comercio. También vale la pena destacar la presencia en la pequeña ciudad de la sede de una administración pública, el parque natural Regional de Loire-Anjou-Touraine, que es el mayor empleador de Montsoreau. Con un museo de arte contemporáneo, 14 restaurantes, un campamento y dos hoteles, el turismo es el mayor empleador del municipio y ayuda al desarrollo de empleos comerciales

### Turismo
La identidad del pueblo es llevada por el castillo de Montsoreau, que dio su nombre al pueblo. La instalación de un museo de arte contemporáneo en este castillo, el primer palacio renacentista de Francia, que combina "la arquitectura radical del Renacimiento con una presencia dramática en el paisaje natural", según Philippe Méaille, ha fortalecido aún más la identidad atípica de Montsoreau. El turismo en Montsoreau drena un gran número de pequeñas empresas, vinculadas a la restauración y recepción turística. La industria hotelera tradicional está representada por hoteles tradicionales y una oferta de camping al aire libre. Sin embargo, en los últimos años, se ha desarrollado una multiplicidad de ofertas de alojamiento de alquiler a través de sitios web como Airbnb en Montsoreau y ciudades cercanas. Permite que el pueblo se adapte durante la organización de los principales eventos que reúnen a una gran multitud como el Mercadillo de Montsoreau, la exhibición de fuegos artificiales el 14 de julio o los eventos del Château de Montsoreau-Museo de Arte Contemporáneo.

### Vino y agricultura
Montsoreau se encuentra en el corazón de la región vinícola del valle del Loira, que se extiende desde Nantes hasta Orleans; desde Sancerre y Pouilly-Fumé hasta los viñedos de Muscadet. Si bien la región está dedicada principalmente a la producción de vinos blancos, Montsoreau es parte de la denominación Coteaux de Saumur y está rodeada por cinco appélation d'origine controlée, Chinon, Saumur-Champigny, Saint-Nicolas de Bourgueil, Bourgueil, Anjou y Touraine, que producen principalmente vinos tintos y vinos espumosos.

### Enoturismo
El enoturismo o el enoturismo es un turismo relativamente nuevo y en pleno crecimiento en Montsoreau. Desde principios de la década de 2010, el Grand Saumurois, que incluye Montsoreau, comenzó a desarrollar ofertas de turismo deportivo combinando caminatas, ciclismo y catas de vinos, y más específicamente un enólogo de Montsoreau (Denis Rétiveau) se convirtió también en un navegante del Loira para combinar catas de vinos y la vela. Al mismo tiempo, un festival vintage, Anjou Vélo Vintage, de paseos en bicicleta, disfrazado con ropa de la década de 1930, en todo el territorio y la degustación de vinos es un éxito inmediato. Su edición 2018 atrajo a más de 50.000 participantes.

## Demografía
Las cifras oficiales de la población de montsoreau son 449 habitantes según el INSEE, la ciudad pierde así un 1,8% de su población entre 2010 y 2015. La demografía de Montsoreau depende mucho de la actividad de la ciudad, las segundas residencias y los jubilados. La economía de la ciudad se centra en el turismo y la agricultura, el número de sus habitantes está limitado por las restricciones geográficas, la densidad de su hábitat y el hecho de que una parte de la tierra de la ciudad está dedicada al cultivo de viñas, y Las instalaciones agrícolas de los enólogos (almacenes, bodegas, bodegas). [89] Sin embargo, la presión inmobiliaria es relativamente importante en Montsoreau, se debe a los altos niveles de protección de las reglas de planificación urbana debido a las diferentes clasificaciones territoriales (UNESCO, Nacional, Regional y Departamental), y conduce naturalmente a un aumento de los precios de bienes raíces.
| Gráfica de evolución demográfica de Montsoreau entre 1793 y |
|                                                             |

## Gobierno
Montsoreau es una comuna del valle del Loira, en el departamento de Maine y Loira, en la región de Países del Loira. La comuna forma parte de la comunidad de aglomeración de Saumur valle del Loira (francés: communauté d'agglomération Saumur Val de Loire), que agrupa 47 comunas y 100.000 habitantes.
La ciudad es administrada por un alcalde y 10 concejales, elegidos cada seis años. El actual alcalde de Montsoreau es Gerard Persin, quien fue elegido el 25 de marzo de 2014. El actual presidente de Saumur Val de Loire es Jean-Michel Marchand, quien fue elegido por los consejeros de aglomeración el 12 de enero de 2017.
Saumur Valle del Loira administra planificación urbana, transporte, áreas públicas, eliminación de desechos, energía, agua, vivienda, educación superior, desarrollo económico, empleo y temas europeos, y el ayuntamiento de Montsoreau administra seguridad, educación primaria y secundaria, primera infancia, ayuda social , cultura, deporte y salud. Estos mandatos han sido establecidos por la ley NOTRE (francés: Loi portant Nouvelle Organisation Territoriale de la République).

## Transporte

### Cruces de ríos
Montsoreau se encuentra aguas abajo de las confluencias con los principales afluentes del Loira. Con estos afluentes inflados en el lecho del río, el Loira alcanza su anchura máxima en Montsoreau, lo que tiene implicaciones para el cruce de una orilla a otra y explica la excepcional longitud del puente de Montsoreau, que es el 174º puente más largo de Francia. Conecta la costa sur en la que se construye Montsoreau con la costa norte, ciudades como Saumur y Loudun, con ciudades como Tours, Langeais, Chinon, Rigny-Ussé y Azay-le-Rideau. Inaugurado en 1917, fue testigo del primer acto de resistencia de la Segunda Guerra Mundial y fue parcialmente destruido. Siendo un importante punto de cruce, fue reconstruido de manera idéntica inmediatamente después.
Aguas arriba de Montsoreau, es decir, aguas arriba de la confluencia de los ríos Vienne y Loira, el acceso a Montsoreau se realiza cruzando dos puentes, el de Bourgueil para cruzar el Loira y el de Candes-Saint-Martin para cruzar la Vienne

## Montsoreau en la cultura popular

### El Renacimiento

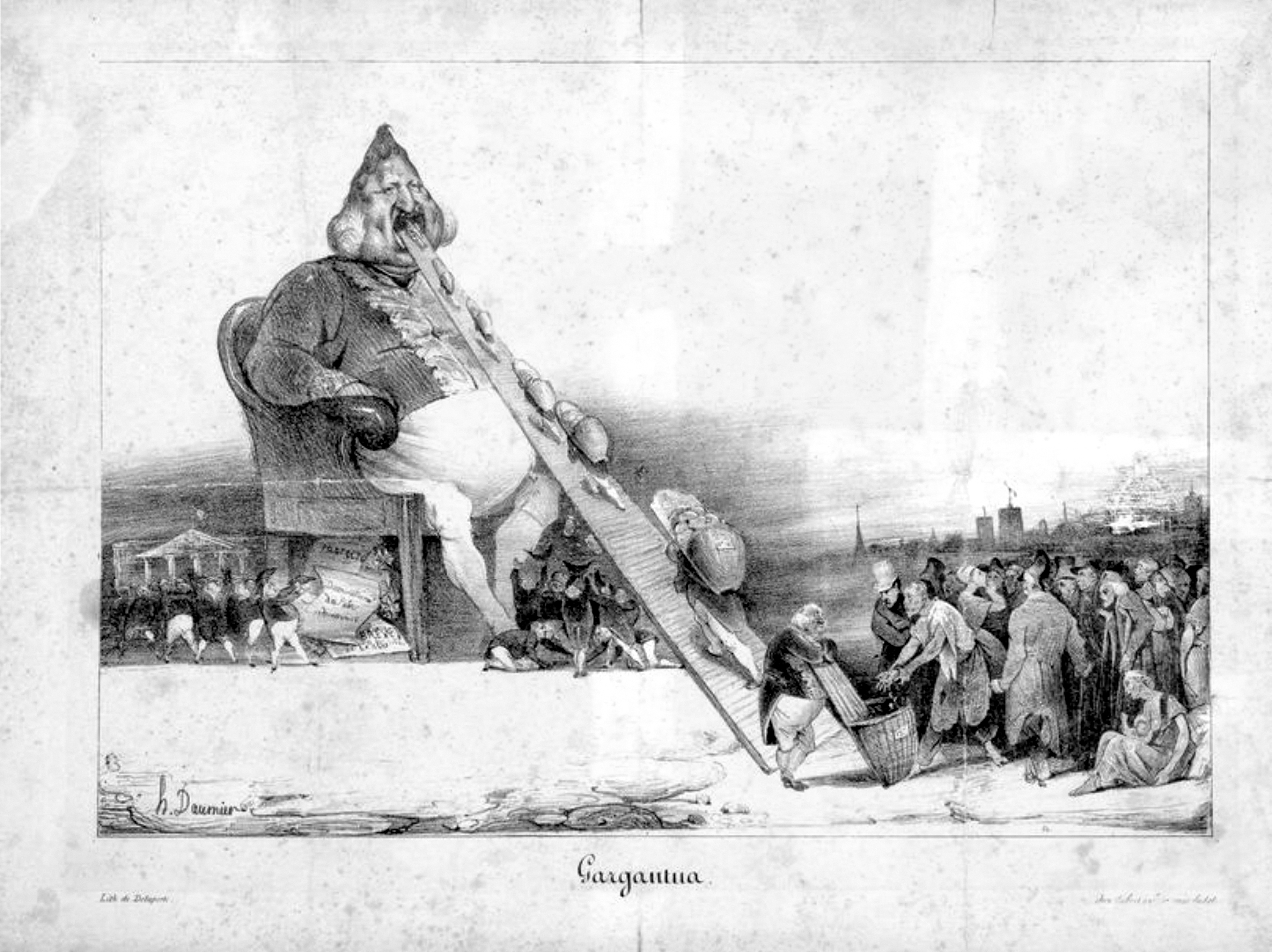
François Rabelais cita a Montsoreau varias veces en Gargantua y Pantagruel.

Montsoreau es una de las pocas ciudades de Francia que experimentó el Renacimiento desde 1450 a través de la arquitectura con la construcción de su castillo al principio y luego de edificios civiles. Estos edificios todavía son visibles en la ciudad. A mediados del siglo XV, cuando los reyes de Francia están estableciendo su poder en Chinon y luego en Langeais y Tours, muchos artistas como Pierre de Ronsard, François Rabelais y Jean Fouquet, entre los más famosos, establecen en ese momento su residencia en el corazón de lo que se llamará más tarde el valle del Loira y los castillos del Loira. François Rabelais, quien ve el castillo de Montsoreau como es hoy, cita a Montsoreau varias veces en su obra maestra que narra la vida de Gargantua y Pantagruel.

### Romanticismo

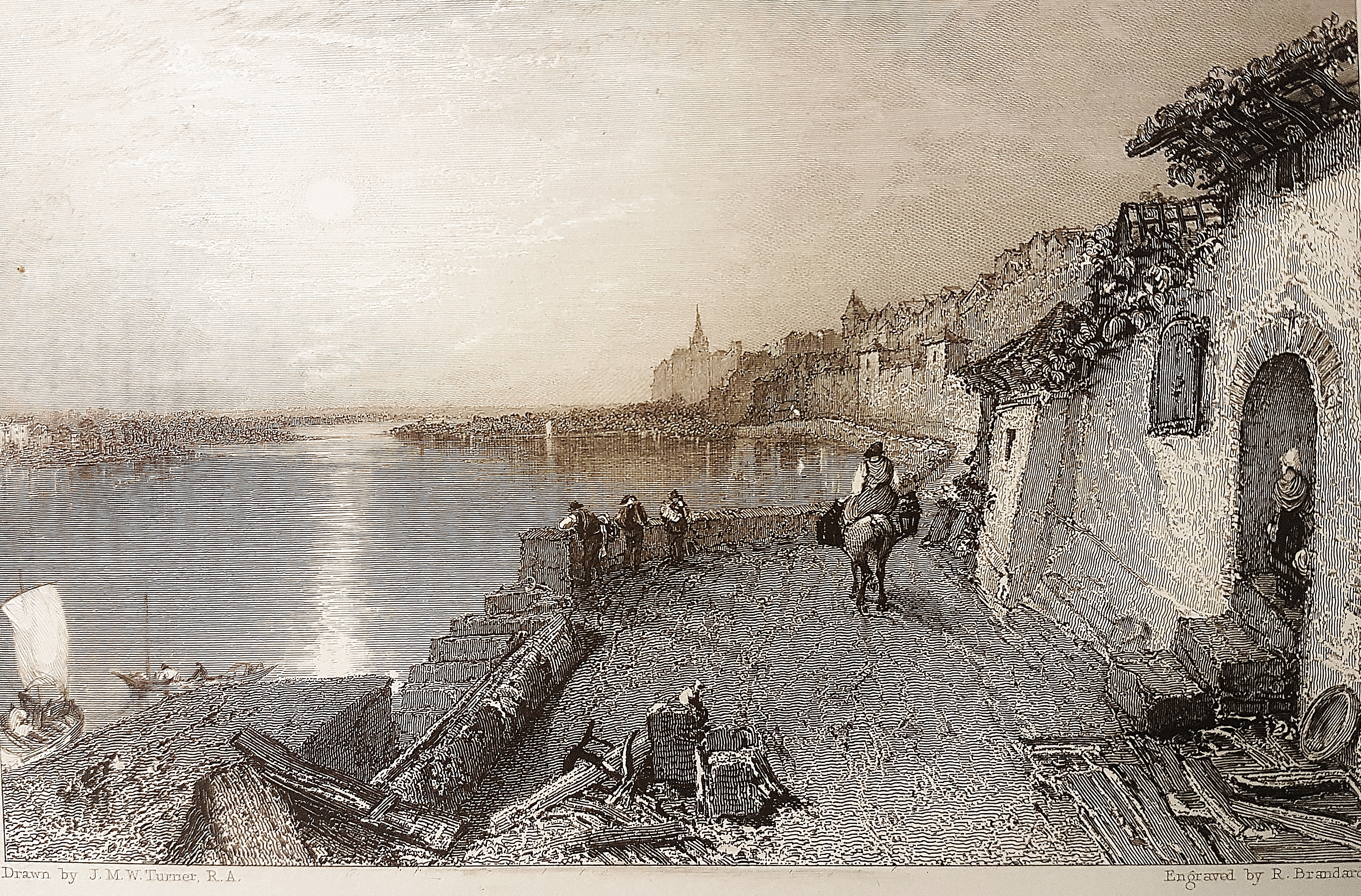
JMW Turner, Montsoreau y la confluencia de los rios Loira y Vienne, 1830.

Es realmente solo con artistas del romanticismo que Montsoreau se hace famoso internacionalmente. Primero, JMW Turner durante su viaje por el Valle del Loira inmortalizó la confluencia de Vienne y Loire con el Castillo y el pueblo (The Port of Rest, acuarela sobre papel, Ashmolean Museum, Oxford, grabado por R. Brandard en 1832), seguido de Auguste Rodin y Alejandro Dumas. La Dame de Monsoreau, de Alexandre Dumas, parte de una trilogía, es una de sus novelas más famosas, publicada en 1846 (en serie), traducida a más de seis idiomas y distribuida en todo el mundo. Esta novela ha sido adaptada tres veces para cine, ya en 1909 por Mario Caserini, tres veces para televisión en forma de serie, y también adaptada para una serie de cómics. Una ópera y una obra también se han escrito y tocado, y una variedad de rosas que llevan el nombre de La Dame de Montsoreau ha sido hibridada por Christopher H. Warner en 2000.

### Close Encounters of the Third Kind

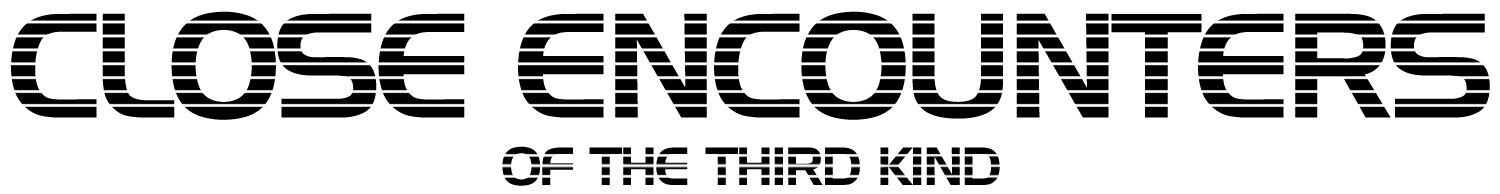
la conferencia de Montsoreau da inicio a la película de Steven Spielberg.

(Español: Encuentros en la tercera fase) Más recientemente, una noticia en julio de 1966, una observación de un Ovni en Montsoreau, en un campo durante largos minutos, y el descubrimiento cinco días después de los rastros del dispositivo en cuestión, atrajo la atención y los periodistas de toda Francia. Esto incluso al punto de atraer la atención de expertos nacionales e internacionales como Jacques Vallée, Montsoreau se convierte en el caso 783 en su novela Pasaporte a Magonia. Jacques Vallée y el cineasta estadounidense Steven Spielberg, durante la redacción del guion de Encuentros en la tercera fase en 1977, rinden homenaje al caso de Montsoreau presentando a Lacombe en la primera escena de la película (personaje de Jacques Vallée interpretado por François Truffaut), como un experto francés internacional que ha sido uno de los oradores principales en la Conferencia de Montsoreau.

## Cultura y vida contemporánea

### Museos

#### Castillo de Montsoreau-Museo de Arte Contemporáneo
El proyecto del Castillo de Montsoreau-Museo de arte contemporáneo comienza en noviembre de 2014. En junio de 2015, Philippe Méaille y Christian Gillet crean una sorpresa en Francia, anunciando conjuntamente la firma de un contrato de alquiler (entre el departamento de Maine y Loira y Philippe Méaille) en la propiedad Castillo de Montsoreau. El Castillo de Montsoreau-Museo de Arte Contemporáneo se convierte en el primer Castillo della Loira que se transforma en un museo de arte contemporáneo. A pesar del deseo de ambas partes de crear un museo internacional de arte contemporáneo, y de la capacidad de Méaille para dotarlo de la colección más grande del mundo de obras de los conceptualistas radicales de Art & Language, y aprovechar la oportunidad para desarrollar la audiencia turística internacional del valle del Loira, el anuncio crea controversia. Frédéric Béatse, exalcalde de Angers y líder político socialista, protesta contra lo que él llama «la venta de una joya del departamento a un jugador extranjero privado». Los dos funcionarios municipales electos, Gérard Persin y Christian Gillet reaccionan muy rápidamente a estas protestas durante una conferencia de prensa, y Gérard Persin declaró: «Es un orgullo haber sido elegido para albergar un centro de arte contemporáneo de talla internacional». Christian Gillet, por su parte, al poner el proyecto en su ambición internacional y potencial de desarrollo para el territorio: «La idea de Philippe Méaille, conocedor y amante del sitio, es instalar un centro de arte contemporáneo con su colección, ya mundialmente famosa. y reconocido, hemos considerado un desafío interesante », y Méaille para aclarar sus intenciones:« Esta asociación público-privada nos pareció una solución innovadora que se integrará en el territorio de Saumur en su totalidad: Saumur y su aglomeración, pero también la cerca de la abadía de Fontevraud »
Después de una fase de restauración durante un período de ocho meses, el Castillo de Montsoreau-Museo de Arte Contemporáneo se inaugura el 8 de abril de 2016, convirtiéndose la ciudad de Montsoreau en una de las unidades urbanas más pequeñas de Francia que tiene un museo privado de arte contemporáneo. El desarrollo y la planificación urbana del castillo del Loira, la historia del Valle del Loira y una colección de arte contemporáneo fueron un caso de estudio para los 58 estudiantes de la École Camondo durante el año académico 2015-2016. Esta fase de trabajo también estuvo acompañada por una fase de construcción de una nueva identidad, desde la metamorfosis de un sitio de patrimonio histórico hasta un lugar cultural completamente dedicado al arte contemporáneo. Esta nueva identidad visual se construyó en parte a través de la creación de un logotipo, señal icónica de esta, esta fase se llevó a cabo gracias a un proceso de cocreación que involucró al mismo tiempo al equipo del Castillo de Montsoreau-Museo de Arte Contemporáneo y estudiantes de la Escuela de Artes y Diseño TALM para «repensar un sitio cultural como un espacio para la interacción social».
Este cambio de identidad del château operado en paralelo con una visión urbana del proyecto, tuvo un fuerte impacto en la presencia del château de Montsoreau-Museo de Arte Contemporáneo en la ciudad de Montsoreau. En primer lugar, durante la Bienal del Valle del Loira, se rediseñó el acceso a los jardines del castillo, dando paso a un jardín salvaje en honor a Miriam Rothschild, que se convirtió en libre e integrado en la ruta urbana. Y luego, el Château de Montsoreau-Museo de Arte Contemporáneo reabrió su puerto histórico y estableció una oferta de cruceros entre Saumur y Montsoreau, para resaltar el río Loira como una conexión turística obvia entre las diferentes ciudades de la aglomeración de Saumur. Este puerto es también una palanca de comunicación para el Château de Montsoreau-Museo de Arte Contemporáneo para la producción de películas promocionales cuando se prestan obras a otras instituciones, dando a luz, por ejemplo, un cortometraje de acción al estilo de la Misión: imposible durante su colaboración con El centro de arte contemporáneo en Tours.
Cabe señalar que Montsoreau se benefició de la cobertura de los medios internacionales después de la declaración de independencia de Cataluña en octubre de 2017. Una parte de la colección de Philippe Méaille fue, desde 2010, un acuerdo de préstamo a largo plazo en el MACBA (Museo de Arte Contemporáneo de Barcelona). Dos días después de la declaración de independencia de Carles Puigdemont, Méaille publicó una declaración del castillo de Montsoreau-Museo de arte contemporáneo para no renovar su préstamo a la institución catalana. Siguió una controversia, a pesar de sus declaraciones sobre la falta de posición política de su gesto.

### Artes escénicas y eventos
Las artes escénicas son esencialmente eventos en Montsoreau, centrados en tres lugares, que son el vieux-port, la iglesia San Pedro y el Castillo de Montsoreau-Museo de Arte Contemporáneo. Esta actividad del evento es estacional y también está relacionada con los días festivos del calendario. La temporada musical de Montsoreau fue creada por el famoso clavecín Mario Raskin en 1996. Se lleva a cabo desde finales de julio hasta mediados de agosto y es un festival de música clásica europea que abarca música desde el Renacimiento hasta nuestros días. El 15 de agosto es el día del tradicional Pícnic Castillo Montsoreau-Museo de Arte Contemporáneo al que se invita a todos los residentes, seguido de un concierto y un lanzamiento público de linternas volantes en la noche que reúne a más de 2000 participantes.
El evento más exitoso que se lleva a cabo en Montsoreau es sin duda el mercado de pulgas de Montsoreau (francés: Les puces de Montsoreau) que figura entre los mejores mercados de pulgas, que en pocos años se ha convertido en el mercado de pulgas más grande del Valle del Loira. Se lleva a cabo cada segundo domingo de cada mes y atrae a más de 10,000 visitantes por evento.

### Vino y cocina
Históricamente, los viñedos y la cultura del vino fueron traídos al lugar, en Nantes, por los romanos en el siglo I. Montsoreau se encuentra en el corazón de la llamada Rabelaisie, parte rabelaisiana del valle del Loira, es decir, a lo largo del río Loira entre Saumur y Chinon. A nivel local, la imagen que predomina es la de Rabelais y su gigante Gargantua. Esta imagen hace referencia a Gargantua, con sus comidas pletóricas, las cantidades de vinos ingeridos e incluso a Rabelais, quien se dice que escribió sus libros principales por dictado durante sus comidas. Pero según Pierre Beaudry, ser rabelaisiano significa también : «ser totalmente indignante, obsceno, grosero en todos los sentidos, absolutamente obstinado en cuestiones de verdad, implacable contra la hipocresía y contra todas las formas de opinión popular; pero, también, de una manera más profunda, significa el axioma que revienta.»
Montsoreau es una ciudad cuya composición ha evolucionado, y la apertura al turismo a finales del siglo XIX, creó mezclas con tradiciones culinarias nacionales. De la tradición de Angevine, su cocina se ha vuelto gradualmente francesa, como lo demuestra la presencia en el territorio de Saumur Val de Loire, tres restaurantes con estrellas Michelin y una gran concentración de restaurantes gastronómicos. Val de loire es conocida como "el jardín de Francia", y la cocina aprovecha productos locales, ya sean frutas o verduras, con especialidades de champiñones del Montsoreau (sopas, setas farçis), espárragos o la tradicional carne de res del Montsorelian que se sirve durante la víspera de san Juan. 15 restaurantes y un camión de comida están ubicados en la ciudad de Montsoreau, alrededor del castillo y en las orillas del río Loira, sus influencias son de Bretaña, India, Italia, Estados Unidos, Francia o Anjou.

### Deportes
No hay tradición de deportes profesionales en Montsoreau, pero el pueblo es muy conocido por los deportes suaves o el turismo deportivo. Los deportes suaves permiten asociar dos estados contradictorios, deporte y ociosidad, y allí también, Montsoreau se ha convertido en una ruta privilegiada para los aficionados del Loira en bicicleta, de excursiones en canoa, kayak o mochila. otro deporte, o juego, ilustra perfectamente esta idea, el Boule de fort, recientemente declarado patrimonio cultural inmaterial por el Ministerio de Cultura de Francia.

#### El Loira en bicicleta
El Loira en Bicicleta (en francés: Loire à Vélo) es una ruta ciclista de 900 kilómetros (560 mi) que recorre las orillas del río Loira y cruza los 280 kilómetros (170 millas) del valle del Loira, declarado Patrimonio de la Humanidad por la Unesco. Montsoreau es una etapa importante del Loire à Vélo, ya que se encuentra justo en la confluencia de los ríos Vienne y Loira, y después de que los ríos Cher e Indre se han lanzado al Loire, es el pueblo desde el cual el río Loira llega a su ancho completo. También es desde Montsoreau que los turistas pueden optar por seguir las orillas del Loira, la ruta de los viñedos o la ruta de los trogloditas.

#### Boule de Fort
El Boule de Fort es un deporte o juego tradicional de Anjou histórico. Primero jugó al aire libre en el siglo XV, se modernizó en los años 60 y hoy en día se practica en interiores en pistas de resina sintética. Mantenido durante mucho tiempo como clubes privados, los clubes de Boule de Fort ahora están abiertos a todos los participantes. El campo de Boule de Fort de Montsoreau está ubicado en un edificio que reemplazó al antiguo mercado ubicado junto al castillo.